# Elisabeth von Pilitza
Elisabeth von Pilitza (lateinisch Elisabeth de Pilcza; * 1372; † 1420 in Krakau) war durch Heirat mit Władysław II. Jagiełło ab 1417 Königin von Polen und Großfürstin von Litauen. Sie wurde als einziges Kind von Otto von Pilcza, dem Wojewoden von Sandomierz, und dessen Gemahlin Hedwig von Melsztyn am Dunajec geboren. Beim Tod ihres Vaters im Jahre 1384 erbte sie große Ländereien, darunter Pilica und Łańcut.

## Leben
Sie war zuerst mit drei mährischen und polnischen Adeligen, Wiszel Czambor de Wissemburg, Jancik de Jičín und Vincentii de Granow verheiratet (wobei die Ehen mit Wissel oder Wiszel und Jancik historisch umstritten sind), die Ehe mit ihrem dritten Ehemann Granowski dauerte 13 Jahre und sie hatte mit ihm zwei Söhne und zwei Töchter. Granowski starb am 12. Dezember 1410 und ließ Elisabeth als Witwe zurück. 

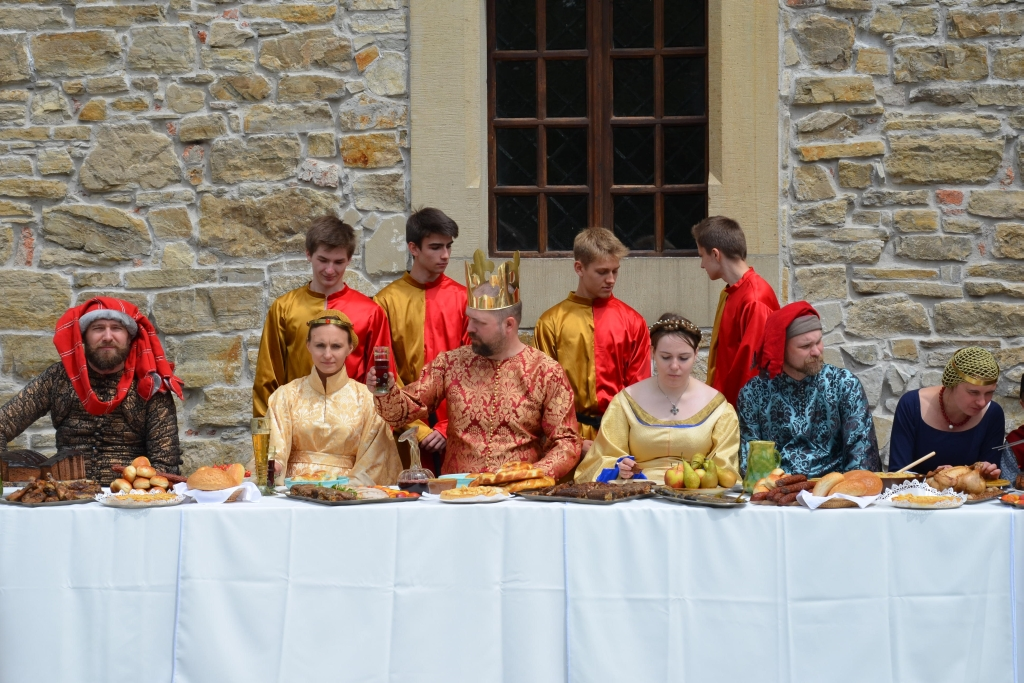
Eine historische Nachstellung der Hochzeit von Jogaila mit Elisabeth von Pilitza auf der Burg zu Sanok (Jun. 2014)

Am 2. Mai 1417 heiratete sie in Sanok den seit einem Jahr ebenfalls verwitweten polnischen König Władysław II. Jagiełło und wurde am 19. Mai in der Wawel-Kathedrale in Krakau zur Königin von Polen gekrönt. Die Vermählung stieß auf heftigen Widerstand beim polnischen Adel. Manche meinten, der bereits 65-jährige König, der zu diesem Zeitpunkt nur eine lebende Tochter hatte, hätte sich eine jüngere Ehefrau nehmen sollen als die bereits 45-jährige Elisabeth.
Im Jahre 1419 erkrankte Elisabeth an Tuberkulose und verstarb 1420 in Krakau. Sie wurde in der Wawel-Kathedrale beigesetzt.